# Luperina sohn-retheli
Luperina sohn-retheli är en fjärilsart som beskrevs av Max Wilhelm Karl Draudt 1931. Luperina sohn-retheli ingår i släktet Luperina och familjen nattflyn. Inga underarter finns listade i Catalogue of Life.